# Вау (Папуа — Новая Гвинея)
Вау (англ. Wau) — город в восточной части Папуа — Новой Гвинеи, в провинции Моробе.

## География
Расположен в 74 км к юго-западу от города Лаэ.

## История
В 1920-е и 1930-е годы Вау был местом золотой лихорадки. В январе 1943 года в районе города разыгралось сражение между австралийскими и японскими войсками за австралийскую военную базу Вау (сражение при Вау). После Второй мировой войны город был соединён автомобильной дорогой с портом Лаэ, что способствовало дальнейшему развитию здесь лесной промышленности и сельского хозяйства. Недалеко от Вау имеется биологическая исследовательская станция. С 1942 по 1949 была столицей  Новой Гвинеи.

## Население
По данным на 2013 год численность населения города составляла 9442 человека.
Динамика численности населения города по годам:
| 1980  | 1990  | 2013  |
| ----- | ----- | ----- |
| 2 300 | 4 300 | 9 442 |